# Wojciech Golla
Wojciech Golla (Złotów, 12 januari 1992) is een Pools voetballer die als verdediger speelt. Hij verruilde in 2022 Śląsk Wrocław voor Puskás Akadémia FC.

## Clubcarrière

### Polen
Golla begon in de jeugdopleiding van Lech Poznań en zat van 2007 tot 2011 bij de eerste selectie, maar brak desondanks niet door. Hij verhuisde naar Pogoń Szczecin en debuteerde daar in de Poolse competitie. Tot 2015 speelde hij in totaal 95 competitiewedstrijden waarbij hij tweemaal scoorde.

### N.E.C.
Op 4 juni 2015 tekende Golla een contract voor twee seizoenen met een optie voor nog een seizoen bij N.E.C.. Daar veroverde hij meteen een basisplaats en werd hij geroemd om zijn defensieve kwaliteiten. Na de komst van Dario Đumić en de onverwachte terugkeer van Rens van Eijden werd hij echter tijdelijk uit de basiself verdreven. Na het vertrek van Van Eijden naar AZ vormde Golla weer met Đumić het hart van de verdediging. Op 30 maart 2017 werd bekend dat Golla zijn contract met één jaar had verlengd, tot de zomer van 2018. Op 28 mei 2017 degradeerde Golla met N.E.C. naar de Eerste divisie. Op 25 september 2017 scoorde Golla zijn eerste doelpunt van N.E.C. tegen Jong PSV (3-3 gelijkspel). Zijn contract werd aan het einde van het seizoen 2017/18 niet verlengd.

### Terug naar Polen
Op 17 juni 2018 werd bekend dat Golla terugkeerde naar zijn vaderland. Hij tekende voor twee seizoen bij Śląsk Wrocław.

## Clubstatistieken
| Seizoen     | Club            | Competitie     | Competitie | Competitie | Beker | Beker | Overig | Overig | Totaal | Totaal |
| Seizoen     | Club            | Competitie     | Wed.       | Dlp.       | Wed.  | Dlp.  | Wed.   | Dlp.   | Wed.   | Dlp.   |
| ----------- | --------------- | -------------- | ---------- | ---------- | ----- | ----- | ------ | ------ | ------ | ------ |
| 2011/12     | Pogoń Szczecin  | I liga         | 11         | 0          | 0     | 0     | 0      | 0      | 11     | 0      |
| 2012/13     | Pogoń Szczecin  | Ekstraklasa    | 18         | 0          | 0     | 0     | 0      | 0      | 18     | 0      |
| 2013/14     | Pogoń Szczecin  | Ekstraklasa    | 32         | 1          | 1     | 0     | 0      | 0      | 33     | 1      |
| 2014/15     | Pogoń Szczecin  | Ekstraklasa    | 34         | 1          | 2     | 0     | 0      | 0      | 36     | 1      |
| Club totaal | Club totaal     | Club totaal    | 95         | 2          | 3     | 0     | 0      | 0      | 98     | 2      |
| 2015/16     | N.E.C.          | Eredivisie     | 29         | 0          | 3     | 0     | 0      | 0      | 32     | 0      |
| 2016/17     | N.E.C.          | Eredivisie     | 33         | 0          | 1     | 0     | 4      | 0      | 38     | 0      |
| 2017/18     | N.E.C.          | Jupiler League | 32         | 6          | 2     | 0     | 2      | 0      | 36     | 6      |
| Club totaal | Club totaal     | Club totaal    | 94         | 6          | 6     | 0     | 6      | 0      | 106    | 6      |
| 2018/19     | Śląsk Wrocław   | Ekstraklasa    | 35         | 1          | 3     | 0     | 0      | 0      | 38     | 1      |
| 2019/20     | Śląsk Wrocław   | Ekstraklasa    | 19         | 1          | 0     | 0     | 0      | 0      | 19     | 1      |
| 2020/21     | Śląsk Wrocław   | Ekstraklasa    | 8          | 1          | 1     | 0     | 0      | 0      | 9      | 1      |
| 2021/22     | Śląsk Wrocław   | Ekstraklasa    | 31         | 0          | 1     | 0     | 6      | 1      | 38     | 1      |
| Club totaal | Club totaal     | Club totaal    | 93         | 3          | 5     | 0     | 6      | 1      | 104    | 4      |
| 2022/23     | Puskás Akadémia | OTP Bank Liga  | 11         | 0          | 2     | 0     | 0      | 0      | 13     | 0      |
| 2023/24     | Puskás Akadémia | OTP Bank Liga  | 28         | 3          | 2     | 0     | 0      | 0      | 30     | 3      |
| 2024/25     | Puskás Akadémia | OTP Bank Liga  | 0          | 0          | 0     | 0     | 0      | 0      | 0      | 0      |
| Club totaal | Club totaal     | Club totaal    | 39         | 3          | 4     | 0     | 0      | 0      | 43     | 3      |
| Totaal      |                 |                | 321        | 14         | 18    | 0     | 12     | 1      | 351    | 15     |

Bijgewerkt op 17 juli 2024

## Internationaal
Hij speelde in diverse jeugdteams van Polen, van onder 16 tot onder 21. Daar kwam hij gezamenlijk tot bijna 50 jeugdinterlands. Op 20 januari 2014 debuteerde Golla in het Pools voetbalelftal in een vriendschappelijke wedstrijd tegen Moldavië, die gespeeld werd in Abu Dhabi. Dat is voorlopig zijn enige interland gebleken.